# Кувелис, Фотис
Фотис Кувелис (греч. Φώτης Κουβέλης, 3 сентября 1948, Волос) — греческий юрист и левый политик, лидер партии Демократические левые.

## Биография
Фотис Кувелис родился в городе Волос в 1948 году. Изучал право и политические науки в Афинском университете. После получения высшего образования имел частную практику адвоката, участвовал в выборах в Афинскую коллегию адвокатов в 1975 году, избран членом правления.
В 1987 году был избран президентом Ассоциации юристов Афин, эту должность он занимал до 1989 года. Также он член Ассоциации греческих специалистов по конституционному праву и Союза греческих специалистов по уголовному праву, почётный член SOS Ρατσισμός, а в период 1991—1994 гг. занимал пост председателя реабилитационного центра для жертв пыток.
Женат и имеет двоих детей.

## Политическая карьера
До прихода к власти военной хунты черных полковников входил в организацию Демократическая молодёжь имени Ламбракиса, во время диктатуры — в Коммунистическую организацию молодёжи имени Ригаса Фереоса. Стал одним из основателей Коммунистической партии Греции (внутренней), служил в качестве члена ЦК, а затем участвовал в создании Греческой левой (ЭΑΡ) партии, избирался членом исполнительного бюро и ЦК.
25 июня 1989 избран генеральным секретарем ЭΑΡ. На выборах в ноябре 1989 года впервые избран депутатом парламента от Афин при поддержке Синаспизмоса и переизбирался до 1990 года. 30 июня 1991 на Всегреческое съезде Синаспизмос избран членом Центрального политического комитета и политическим секретарем, а через три дня был назначен генеральным секретарем Синаспизмоса.
На парламентских выборах 1993 года не был избран в парламент, поскольку коалиция не получила необходимой поддержки избирателей для прохода в парламент. Опять избирался членом парламента от Синаспизмос на парламентских выборах 1996, 2000, 2004, 2007 и 2009 годов. После выборов 2009 года был парламентским представителем Коалиции радикальных левых (СИРИЗА).
В правительстве Дзанниса Дзаннетакиса служил министром юстиции. В 2008 году был кандидатом на пост лидера СИРИЗА в качестве представителя социал-демократического крыла Синаспизмос, но на партийных выборах 10 февраля 2008 уступил Алексису Ципрасу, набрав 28,67 % против 70,41 %.
21 июня 2010 года Фотис Кувелис основал собственную партию Демократические левые. К нему присоединились еще 3 члена СИРИЗА, а затем 6 представителей ПАСОК, поэтому партия имела 10 мест в Греческом парламенте и входила в правящую коалицию, внедрявшую меры жёсткой экономии, до 2013 года, когда порвала с ней после закрытия правительством общественного телерадиовещания.
28 февраля 2018 года Кувелис был введён в состав коалиционного правительства СИРИЗА и АНЕЛ в качестве заместителя министра обороны.